# 特奥多罗·皮卡多·米查尔斯基
特奥多罗·皮卡多·米查尔斯基（西班牙語：Teodoro Picado Michalski；1900年1月10日—1960年6月1日），哥斯达黎加政治人物。1944年—1948年，任哥斯达黎加总统。

## 人物经历
米查尔斯基为波兰人移民后裔，祖籍波兰罗兹省拉多姆斯科，早年毕业于哥斯达黎加学院，1926年结婚，1938年当选为哥斯达黎加共和国立法大会议员，1944年4月30日卸任。
因憲法禁止总统連選連任，因此在1944年的总统大选中，作为总统候选人的米查尔斯基受到了同属民族共和党的拉斐尔·安赫尔·卡尔德隆·瓜迪亚支持，并成功击败前总统莱昂·科尔特斯·卡斯特罗当选为总统。
在任期间，米查尔斯基继续实行卡尔德隆的改革政策，并与哥斯达黎加共产党结成同盟，而相对于强势的前总统卡尔德隆，米查尔斯基常被認為是卡爾德隆控制的傀儡，其施政也引发了咖啡庄园主与大商人的不满。在外交上，哥斯达黎加则作为创始成员国加入了联合国。
1948年2月8日，哥斯达黎加举行总统选举，民族联盟党的乌拉特·布兰科以55.3%的得票率击败了卡尔德隆，但是卡尔德隆以乌拉特舞弊为由不承认败选。其后，民族共和党控制的立法大会亦支持卡尔德隆的主张宣布选举无效，引发了卡塔戈省等地支持乌拉特的民众大规模抗议，米查尔斯基随后也下令逮捕乌拉特·布兰科，并打死了为乌拉特提供庇护的卡洛斯·路易斯·瓦爾韋德·維加医师，随后，大咖啡园主何塞·菲格雷斯·費雷爾招募了600多名拥护者，组成了哥斯达黎加民族解放军，宣布起兵反抗政府。米查尔斯基则在拉斐尔·安赫尔·卡尔德隆·瓜迪亚、人民先锋党、尼加拉瓜国民警卫队司令安纳斯塔西奥·索摩查·加西亚支持下对民族解放军发动反击，但被对方击败。1948年4月19日，米查尔斯基在墨西哥驻哥斯达黎加大使馆向民族解放军宣布投降，并将政权交给桑托斯·莱昂·埃雷拉，自己则与前总统拉斐尔·安赫尔·卡尔德隆·瓜迪亚一起出逃到尼加拉瓜，担任新闻工作者，直到1960年在马那瓜去世。